# Ismihan Kaya
 (février 2017).
Si vous disposez d'ouvrages ou d'articles de référence ou si vous connaissez des sites web de qualité traitant du thème abordé ici, merci de compléter l'article en donnant les références utiles à sa vérifiabilité et en les liant à la section « Notes et références ».
Titre
Sultane de l'Empire Ottoman
Ismihan Kaya (1633 — 28 février 1659) est une sultane ottomane, fille du sultan Mourad IV. Elle épousa l'homme d'État Melek Ahmed Pacha en 1644 et mourut peu de temps après avoir accouché, à l'âge de 26 ans, en raison de complications durant son accouchement. Le fameux voyageur ottoman Evliya Çelebi a noté une rencontre spécifique avec Kaya dans son livre de voyages. Un chapitre entier du livre est dédié à Kaya, de sa grossesse à sa mort.

## Naissance
Ismihan Kaya est née en 1633 au Palais de Topkapi à Constantinople, la capitale de l'Empire Ottoman. Elle est la fille du sultan ottoman Mourad IV. Pour célébrer cette naissance, Lagâri Hasan Çelebi a accompli un vol spectaculaire ; une fusée a été alimentée par la poudre de Çelebi et est censée l'avoir emporté haut dans le ciel, où il a étendu des ailes, glissé vers le bas et plongé dans le Bosphore. Son vol si risqué, semblait être un succès. Mourad IV a récompensé Çelebi pour sa cascade avec une poche d'or et un titre militaire.

## Mariage
En 1644, quatre ans après le décès de son père et alors âgée de onze ans, elle fut mariée à Melek Ahmet Pacha qui avait 56 ans. Elle a refusé de le laisser près d'elle durant sa nuit de noces —quand elle l'a même frappé avec un poignard— et pendant sept ans par la suite. Evliya Çelebi attribue sa crainte de son mari à une prophétie qui dit qu'elle mourrait en donnant naissance à une fille. Finalement, leur mariage est devenu très heureux. Le soutien de Kaya pour son mari était d'une importance politique énorme. À plusieurs reprises, elle se précipita à son aide avec une aide stratégique et financière. Evliya Çelebi dépeint aussi Kaya comme une protectrice généreuse extraordinaire et une femme très pieuse. Selon lui: 

« C'est un fait que, parmi les dix-sept princesses qui étaient vivantes à cette époque, personne ne s'entendait aussi bien avec son mari que Kaya avec Melek, elle était aussi très intelligente et prudente Elle était une vraie fille de Mourad IV, une lionne furieuse, et une bienfaitrice pour toutes les autres princesses. »

## Rêves
Il est mentionné dans le livre d'Evliya Çelebi que Kaya a vu des rêves étranges et a demandé à Melek de les interpréter. Dans ces rêves, Kaya se promenait dans les jardins avec son grand-père, Ahmet Ier. À la fin de son rêve, le grand-père de Kaya passa sa main sur son visage en bénédiction, mais la main fut immédiatement couverte de sang. Kaya a ensuite passé sa propre main sur son visage et elle aussi, était couverte de sang. C'est là que la princesse se réveilla avec peur. Melek conseilla Kaya de donner 1000 pièces d'or aux pauvres comme aumônes, 2000 à ses aghas intérieurs et aghas extérieurs, ainsi que 300 à Evliya Çelebi et 100 à la sœur d'Evliya. Kaya a suivi les conseils de son mari mais plus tard, Melek a révélé à Evliya que quand Kaya donnera naissance, elle saignera à mort.
Peu de temps après cette interprétation initiale, Kaya eut un autre rêve. Melek a tenté de soulager la princesse de son stress en déclarant que son deuxième rêve n'était rien à craindre, mais Kaya avait vu l'expression sur le visage de Melek pendant son interprétation et savait qu'il n'interprétait pas correctement le rêve. Kaya devenait de plus en plus pieuse chaque jour, et offrait de nombreux dons à la Mecque et à Medina. Ce qui fut découvert, c'était que Kaya était la plus riche de toutes les princesses de sa période. Cela a été démontré par ses dons énormes et son renversement de tous ses biens à ses enfants, à ses serviteurs et à Melek. Elle a également insisté sur le fait que, si sa ligne devait se terminer, tous les revenus provenant de ces terres devraient aller aux villes saintes.

## Mort
26 jours après le rêve, qui aurait prévu la mort de Kaya pendant la naissance de l'enfant, elle donna naissance à une fille. Melek donna de nombreuses aumônes après la naissance de sa fille. Cependant, il y eut des complications à la suite de son accouchement. Son placenta est resté dans son ventre et «s'est coincé à son cœur». Cette nuit-là, tous les serviteurs et les sages-femmes du palais tentèrent tout pour libérer le placenta. Celles-ci incluaient placer Kaya dans des couvertures et la secouer extrêmement fort, l'accrocher à l'envers et remplir un baril de miel avec de l'eau de fleur d'orange et la mettre à l'intérieur. Pendant trois jours et trois nuits, Kaya a dû supporter cette torture. Dans une tentative désespérée, les sages-femmes ont couvert leurs bras avec de l'huile d'amande et ont mis leurs mains dans l'utérus de la princesse et ont sorti des morceaux de peau, y compris ce qui ressemblait au foie et à la présure. Quatre jours après l'accouchement, Kaya mourut.